# شانس (فیلم ۲۰۲۲)
شانس (به انگلیسی: Luck) یک فیلم پویانمایی رایانه‌ای کمدی به کارگردانی پگی هلمز و نویسندگی کیل موری است. در این فیلم که توسط اپل اوریجینال فیلمز، اسکای‌دنس مدیا و اسکای‌دنس انیمیشن مادرید تولید شده‌است، اوا نوبل‌زاده، سایمون پگ، جین فوندا، ووپی گلدبرگ، فلولا بورگ، لیل رل هاوری، کالین اودانهیو و جان راتزنبرگر به ایفای نقش می‌پردازند.
شانس در ۲ اوت ۲۰۲۲ در مادرید اکران شد و در ۵ اوت برای اپل تی‌وی پلاس و در سینماهای منتخب ایالات متحده اکران شد. این فیلم نقدهای متفاوتی را از سوی منتقدان دریافت کرد که از صداپیشگی و پویانمایی آن تحسین کردند، اما نقدهایی برای ساخت جهان آن و طرح داستان دریافت کردند.

## داستان
سَم گرینفیلد یک نوجوان یتیم ۱۸ ساله دست و پا چلفتی است که زندگی اش دائماً با بدشانسی همراه است و اخیراً به دلیل رسیدن به سن قانونی از یتیم خانه بیرون رفته و در خانه مستقلی زندگی می کند و این باعث ناراحتی دوست کوچکش هیزل شده‌است. هیزل امیدوار است به زودی به فرزندخواندگی پذیرفته شود. هیزل معتقد است اگر یک سکه پنی در جایی پیدا کند، می تواند به آرزویش برسد و از سم می خواهد که اگر جایی یک سکه پنی دید، برایش بیاورد.
یک شب، سم گربه سیاهی را می بیند و از روی تنهایی با این گربه درد و دل می کند و به او می گوید که آرزویش این است که به هیزل کمک کند تا او را به فرزندخواندگی بپذیرند و برای اینکار او به یک سکه پنی نیاز دارد. بعد از این گفت و گو، سم ناگهان یک سکه پنی می بیند و با خوشحالی آن را بر می دارد.
روز بعد، سم متوجه می‌شود که این پنی باعث شده شانس او به‌طور قابل توجهی بهبود یابد. اما سم دست و پا چلفتی ناخواسته سکه را در توالت می اندازد.
در حالی که سم از اشتباه خود بسیار ناراحت است و خودخوری می کند، دوباره با گربه سیاه روبرو می‌شود و به او می‌گوید که چه اتفاقی افتاده‌است، که باعث می‌شود گربه صحبت کند و او را به خاطر از دست دادن سکه پنی سرزنش کند. سم که از دیدن گربه سخنگو شوکه شده‌ است، گربه را دنبال می کند و می بیند که گربه وارد درگاهی سحرآمیز شده، پس سم هم وارد درگاه می شود.
سم وارد سرزمین شانس می شود جایی که حیوانات اسرارآمیز برای مردم روی زمین خوش شانسی ایجاد می کنند.
گربه که باب نام دارد، به سم می‌گوید که پنی که گم کرده است را هرطور که شده باید پیدا کند چون  برای سفر به آن نیاز دارد و اگر خبر گم شدنش پخش شود، به سرزمین بدشانسی تبعید خواهد شد.
باب و سم توافق می‌کنند تا قبل از بازگرداندن آن به باب، یک پنی دیگر از انبار پنی برای هیزل بگیرند تا از آن استفاده کند. باب از دکمه ای از پیراهن سم استفاده می‌کند تا به عنوان یک پنی از دروازه عبور کند.
سم لباس دوست کوتوله باب، گری، را می پوشد تا بتواند به عنوان یک کارمند به راحتی در سرزمین شانس رفت و آمد کند و به باب کمک کند که سکه گمشده را پیدا کند.
در طول سفر، سم متوجه می شود که چگونه خوش شانسی توسط یک اژدها مدیریت می‌شود و بدشانسی در زیر زمین سرزمین شانس مدیریت می‌شود.
پس از یک فاجعه در انبار پنی، گری متوجه می شود که سم کارمند سرزمین خوش شانسی نیست و او یک انسان است و در زمین زندگی می کند.
گری از یک پهپاد برای بازیابی پنی گمشده روی زمین استفاده می‌کند اما پهپاد در فضایی بین سرزمین‌های خوش و بدشانسی گم می شود.
سم و باب به  سرزمین میانه In-Between می‌روند که توسط یک اسب شاخدار به نام جف اداره می‌شود. جف ماشینی به نام Bad Luck Apparat را مدیریت می‌کند که از چسبیدن لکه‌های بدشانسی جلوگیری می‌کند و Randomizer را تغذیه می‌کند، دستگاه دیگری که هم شانس و هم بدشانسی را به زمین می‌فرستد.
گری به باب می‌گوید که پنی را پیدا کرده و آن را به انبار برگردانده است. سم که تصمیم می‌گیرد به دیدن اژدها برود به این امید که یک پنی دیگر به دست آورد تا به دوست کوچکش، هیزل، بدهد. اژدها که بیب نام دارد، لحظاتی را با سم می‌گذارند و به او می‌گوید که چقدر خوب بود که برای خوش شانسی به سکه نیاز نبود و همه مردم خوش شانس بودند.
سم و باب که هنوز می‌خواهند به هیزل کمک کنند، تصمیم می‌گیرند به‌طور موقت آپارات بدشانسی را تعطیل کنند تا از رفتن بدشانسی به تصادف‌ساز جلوگیری کنند و شانسی را که برای فرزندخواندگی نیاز دارد به هیزل بدهند. با این حال، نقاط بدشانسی شروع به مسدود کردن ماشین‌های جف می‌کنند و سنگ‌های خوش شانسی و بدشانسی را در Randomizer نابود می‌کنند، که خود بدشانسی را برای سرزمین شانس و زمین به ارمغان می‌آورد. سم با دیدن اینکه هیزل به همین دلیل به فرزندخواندگی پذیرفته نشد، پشیمان می شود.
باب به سم می‌گوید که هیزل خوش شانس‌ترین دختر است چون تو را دارد. سم متوجه می‌شود که می‌توان همه چیز را درست کرد، زیرا او به یاد می‌آورد که در سرزمین بد شانسی دیده بود که یک سنگ بنفش رنگ می درخشد.
در سرزمین بدشانسی، سم و باب در کافی شاپی سنگ خوش شانسی را پیدا می‌کنند، جایی که متصدی بار، یک هیولای ریشه به نام Rootie، یک سنگ خوش شانسی به آنها می‌دهد. آنها آن را به بیب می دهند تا سنگ‌های جدید خوش شانسی و بدشانسی را بسازند.
اما بیب یک سنگ بدشانسی و دو سنگ خوش شانسی درست می کند چون  می‌خواهد دنیایی بسازد که در آن فقط خوش شانسی وجود دارد و بد شانسی را برای همیشه نابود کند.
قبل از اینکه بیب بتواند آنها را سرجایشان قرار دهد، سم به بیب می‌گوید که مردم به همان اندازه که به شانس خوب نیاز دارند، به بدشانسی نیاز دارند.چرا که بعضی اتفاقات ممکن است در نگاه اول برای ما بد باشند ولی در واقع به نفع ما هست. مثلا فردی از پرواز هواپیما جاز می ماند و با خودش می گوید چقدر من بدشانس هستم! پول بلیطم هدر رفت و دیر به مقصدم می رسم اما بعد خبر سقوط هواپیما را می شنود که مسافران آسیب دیده اند. آن وقت متوجه می شود که دیر رسیدنش به فرودگاه درواقع خوش شانسی او بود.
بیب با درک اشتباه خود، به سم اجازه می‌دهد تا سنگ بد شانسی را سر جایش بگذارد و به این طریق در زمین تعادل بر قرار می شود و همه چیز حالت عادی اش بازمی‌گردد.
سم از طریق مانیتوری جادویی می‌بیند که هیزل بالاخره به فرزند خواندگی پذیرفته شد. 
رئیس باب به باب پیشنهاد می‌ کند که همچنان در سرزمین شانس کار کند، اما باب تصمیم می‌گیرد که می‌خواهد با سم در زمین زندگی کند.
بعد از این ماجراها، خانواده هیزل با سم و باب وقت می‌گذرانند و همه بسیار خوشحالند.

## بازیگران
- اوا نوبل‌زاده در نقش سم گرینفیلد، بدشانس‌ترین فرد جهان، که سرزمین شانس را کشف می‌کند و باید با موجودات جادویی آنجا متحد شود تا شانس خود را برگرداند.[۶]
- سایمون پگ در نقش باب، گربه سیاهی که همراه سفر سم می‌شود.[۶]
- جین فوندا در نقش اژدها، مدیر عامل موفق گود لاک و خوش‌شانس‌ترین موجود باستانی بی چون و چرا در تمام سرزمین.[۱]
- ووپی گلدبرگ در نقش کاپیتان، رئیس امنیت سرزمین لاک.[۷]
- فلولا بورگ در نقش جف، یک اسب شاخدار که به عنوان مهندس تأسیسات کار می‌کند و دستگاهی را که خوش‌شانسی و بدشانسی را تقسیم می‌کند، نگهداری می‌کند.[۶]
- لیل رل هاوری در نقش مارو، رئیس خوش‌بین سم که یک فروشگاه گل‌فروشی دارد.[۶]
- کالین اودانهیو در نقش جری، یک لپرکان خوش‌شانس (جن کوچکی به شکل پیرمرد ریش‌دراز از افسانه‌های ایرلندی) که با باب کار می‌کند.[۶]
- جان راتزنبرگر در نقش روتی، یک ریشه بدشانسی و شهردار خود منصوب بد لاک.[۶]
- آدلین اسپون در نقش هیزل، بهترین دوست و هم اتاقی سام.[۶]

## تولید

### توسعه
در ژوئیه ۲۰۱۷، پارامونت پیکچرز و اسکای دنس مدیا با استودیوی انیمیشن ایلیون همکاری چند ساله برقرار کردند و اولین فیلم پویانمایی بلند خود شانس را با تاریخ اکران در ۱۹ مارس ۲۰۲۱ اعلام کردند. الساندرو کارلونی برای کارگردانی فیلم بر اساس فیلمنامه ای از جاناتان ایبل و گلن برگر قرارداد امضا کرد. جان لستر توسط اسکای‌دنس انیمیشن در اواخر ژانویه ۲۰۱۹ از استودیوی پویانمایی‌سازی پیکسار و استودیو انیمیشن والت دیزنی به عنوان رئیس بخش پویانمایی این فیلم استخدام شد. پس از استخدام لستر، میریل سوریا رئیس وقت پارامونت انیمیشن اعلام کرد که پارامونت دیگر با اسکای‌دنس انیمیشن همکاری نخواهد کرد. اپل اوریجینال فیلمز جایگزین پارامونت به عنوان یک شرکت تولیدکننده در این فیلم خواهد شد و اپل تی‌وی پلاس آن را توزیع می‌کند. در ۱۴ ژانویه ۲۰۲۰، پگی هلمز، که پیش از این فیلم راز بال‌ها (۲۰۱۲) و دزدان دریایی پری (۲۰۱۴) را برای لستر کارگردانی کرده بود، جایگزین کارلونی شد. کیل موری، فیلمنامه‌نویس فیلم‌های ماشین‌ها (۲۰۰۶) و ماشین‌ها ۳ (۲۰۱۷) نیز برای بازنویسی فیلمنامه استخدام شد.

### نقش‌ها
در آوریل ۲۰۱۹، اما تامپسون برای صداپیشگی یک شخصیت در فیلم استخدام شد، اما پس از استخدام لستر، پروژه را ترک کرد. در فوریه ۲۰۲۱، جین فوندا برای نقش اژدها و در ژوئن، ووپی گلدبرگ برای نقش کاپیتان انتخاب شد.

### پویانمایی
بخش‌هایی از تصویربرداری اصلی از راه دور در طول دنیاگیری کووید-۱۹ انجام شد.

### موسیقی
تانیا دانلی و گروه موسیقی ماونت جوی در ابتدا برای ساختن موسیقی فیلم پیوست شدند، در حالی که ویلیام جی. کاپارلا به عنوان تدوینگر اصلی خدمت کرد. با این حال، در ۱۵ نوامبر ۲۰۲۱، اعلام شد که آهنگساز جان دبنی به عنوان آهنگساز جایگزین آنها خواهد شد، در حالی که دانلی و ماونت جوی ترانه‌های شانس را ساختند.

## بازار یابی
در ۱۳ می ۲۰۲۲، اپل تی‌وی پلاس اولین تریلر این فیلم را منتشر کرد. اولین تصاویر این فیلم در جشنواره بین‌المللی فیلم انیمیشن انسی رونمایی شدند.

## انتشار
شانس در ۵ اوت ۲۰۲۲ توسط اپل تی‌وی پلاس در ایالات متحده منتشر شد. این فیلم در ابتدا قرار بود در ۱۹ مارس ۲۰۲۱ اکران شود، اما قبل از تاریخ اکران فعلی آن تا ۱۸ فوریه ۲۰۲۲ به تعویق افتاد. هالی ادواردز رئیس انیمیشن اسکای‌دنس، در ۸ مه ۲۰۲۰ فاش کرد که این فیلم در اواخر تابستان ۲۰۲۰ نمایشی آزمایشی خواهد داشت. در ۱۶ دسامبر ۲۰۲۰، اپل تی‌وی پلاس حقوق توزیع فیلم‌های شانس و طلسم‌شده را تضمین کرد.

## بازخورد
در وبگاه جمع‌آوری نقد راتن تومیتوز، ٪۴۹ از ۹۲ بررسی منتقدان مثبت است و میانگینِ امتیاز آن ۵٫۳/۱۰ است. این فیلم در متاکریتیک که از میانگین وزنی استفاده می‌کند، بر اساس نظر ۲۱ منتقدین امتیاز ۴۸ از ۱۰۰ را کسب کرده که نشان‌گر «نقدهای مختلط یا متوسط» است.